# Iambol
Iambol (em búlgaro: Ямбол; romaniz.: Yambol) é uma cidade  da Bulgária localizada no distrito de Iambol.

## População
| Iambol | Iambol | Iambol | Iambol | Iambol | Iambol | Iambol | Iambol | Iambol | Iambol | Iambol | Iambol | Iambol | Iambol | Iambol | Iambol | Iambol | Iambol | Iambol | Iambol |
| --- | ------ | ------ | ------ | ------ | ------ | ------ | ------ | ------ | ------ | ------ | ------ | ------ | ------ | ------ | ------ | ------ | ------ | ------ | ------ |
| Ano | 1887   | 1910   | 1934   | 1946   | 1956   | 1965   | 1975   | 1985   | 1992   | 2001   | 2002   | 2003   | 2004   | 2005   | 2006   | 2007   | 2008   | 2009   | 2010   |
| População | ??     | ??     | ??     | 30,576 | 42,333 | 58,465 | 75,766 | 90,215 | 91,497 | 82,649 | 82,364 | 81,462 | 80,315 | 79,665 | 79,314 | 79,119 | 78,302 | 77,906 | 77,174 |
| Fontes: Instituto Nacional de Estatísticas, „citypopulation.de“, „pop-stat.mashke.org“, Bulgarian Academy of Sciences |        |        |        |        |        |        |        |        |        |        |        |        |        |        |        |        |        |        |        |